# Horst Siegl
Horst Siegl (Abertamy, 15. veljače 1969. - ) umirovljeni je češki nogometni napadač. Igrao je za Čehoslovačku i Češku nogometnu reprezentaciju, za koju je u 19 nastupa zabio 7 pogodaka. Za Češku je i igrao na Konfederacijskom kupu 1997. godine.

## Nagrade i postignuća

### Sparta Prag
- Čehoslovačka prva nogometna liga (4): 1987./88., 1988./89., 1990./91., 1992./93.
- Češka prva nogometna liga (7): 1993./94., 1996./97., 1997./98., 1998./99., 1999./00., 2000./01.

### 1. FC Kaiserslautern
- DFB-Pokal (1): 1996.

### Češka
- FIFA Konfederacijski kup (treće mjesto): 1997.

### Individualne
- Najbolji strijelac Prve češke nogometne lige (4):1993./94., 1996./97., 1997./98., 1998./99.
- Drugi najbolji strijelac Češke lige u povijesti